# Євтухова Ольга Федорівна
Ольга Федорівна Євтухова (нар. 3 лютого 1949, село Бобрикове, тепер Антрацитівського району Луганської області) — українська радянська діячка, доярка колгоспу «Росія» Антрацитівського району Луганської області. Депутат Верховної Ради УРСР 11-го скликання.

## Біографія
Освіта середня.
З 1966 року — майстер машинного доїння корів колгоспу «Росія» села Бобрикове Антрацитівського району Луганської області.
Член КПРС з 1972 року.
Потім — на пенсії в селі Бобрикове Антрацитівського району Луганської області.

## Нагороди
- ордени
- медалі